# Áreas importantes para la conservación de las aves

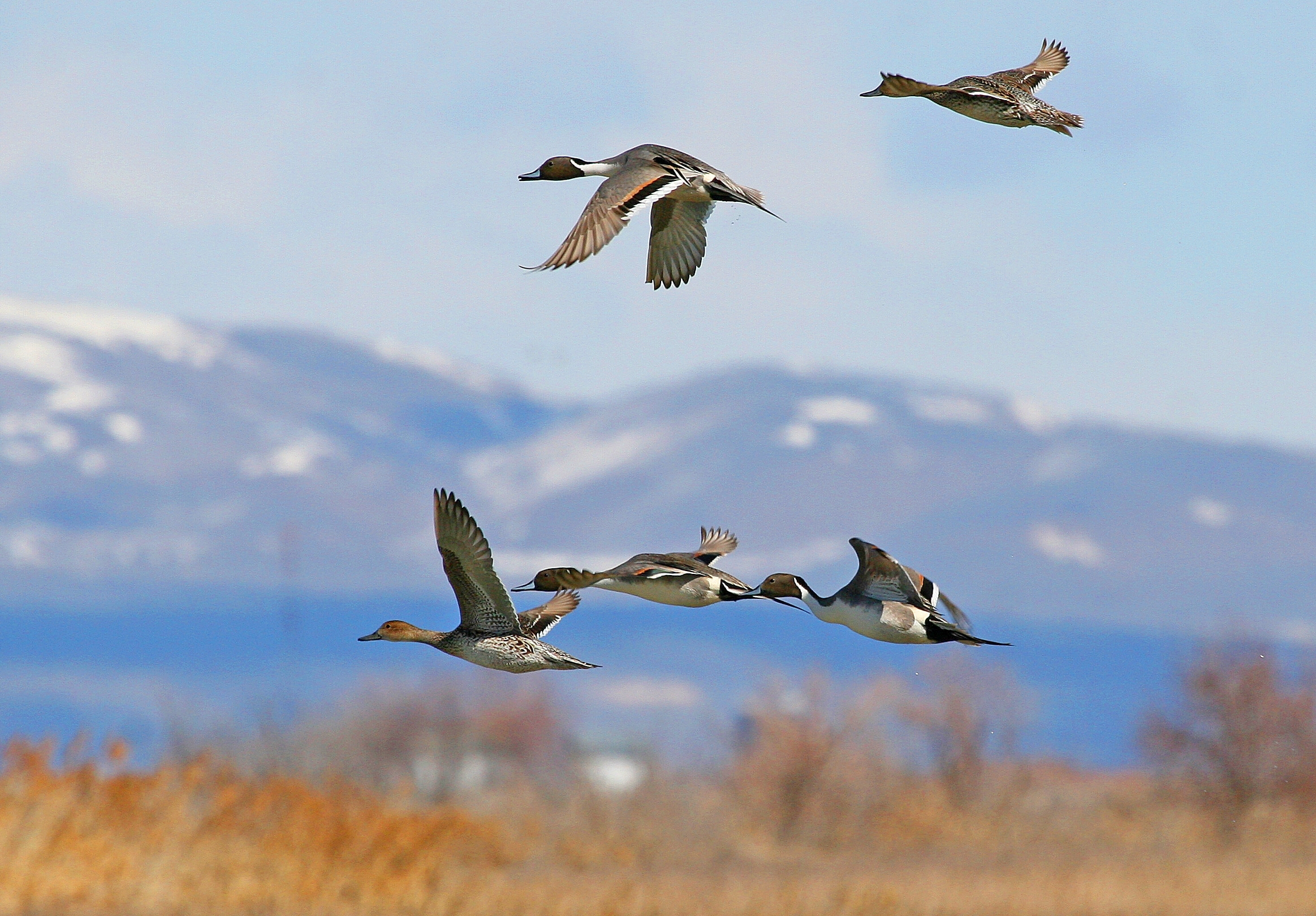
Ánade rabudo en Bear River Migratory Bird Refugio, en Utah, Estados Unidos. AICA categorizada como A4.

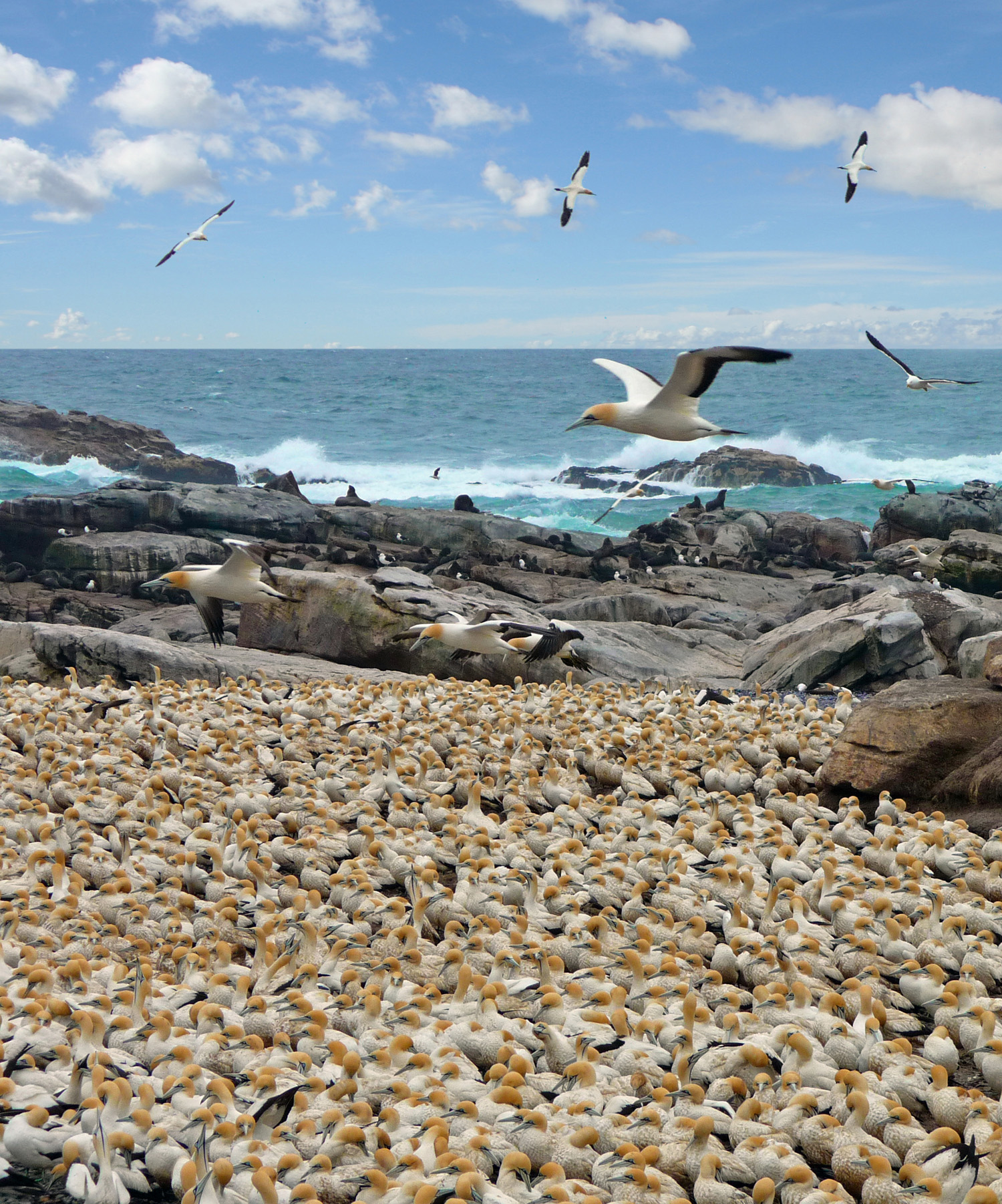
Colonia de alcatraz de El Cabo en Bird Island, Sudáfrica. AICA categorizada como A1 y A4.

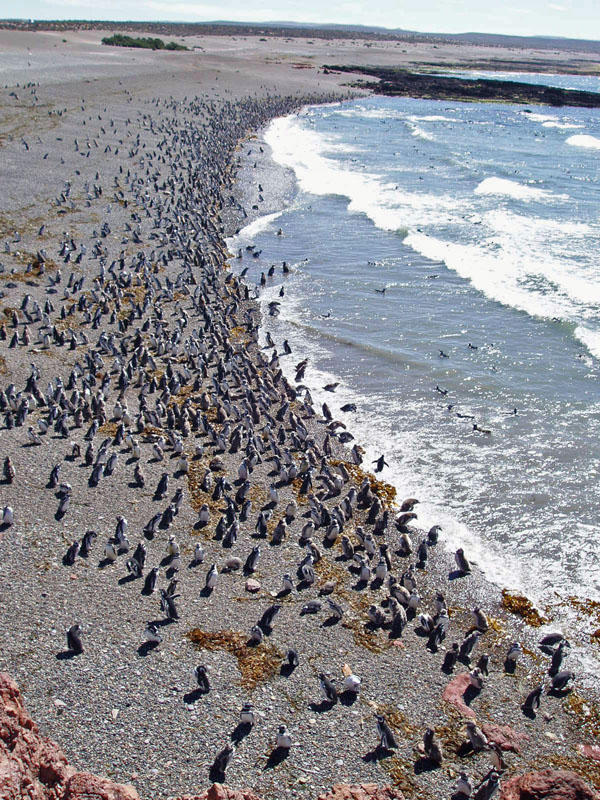
Pingüino de Magallanes o pingüino patagónico, en Punta Tombo, Chubut, Argentina. AICA categorizada como A1 y A4.

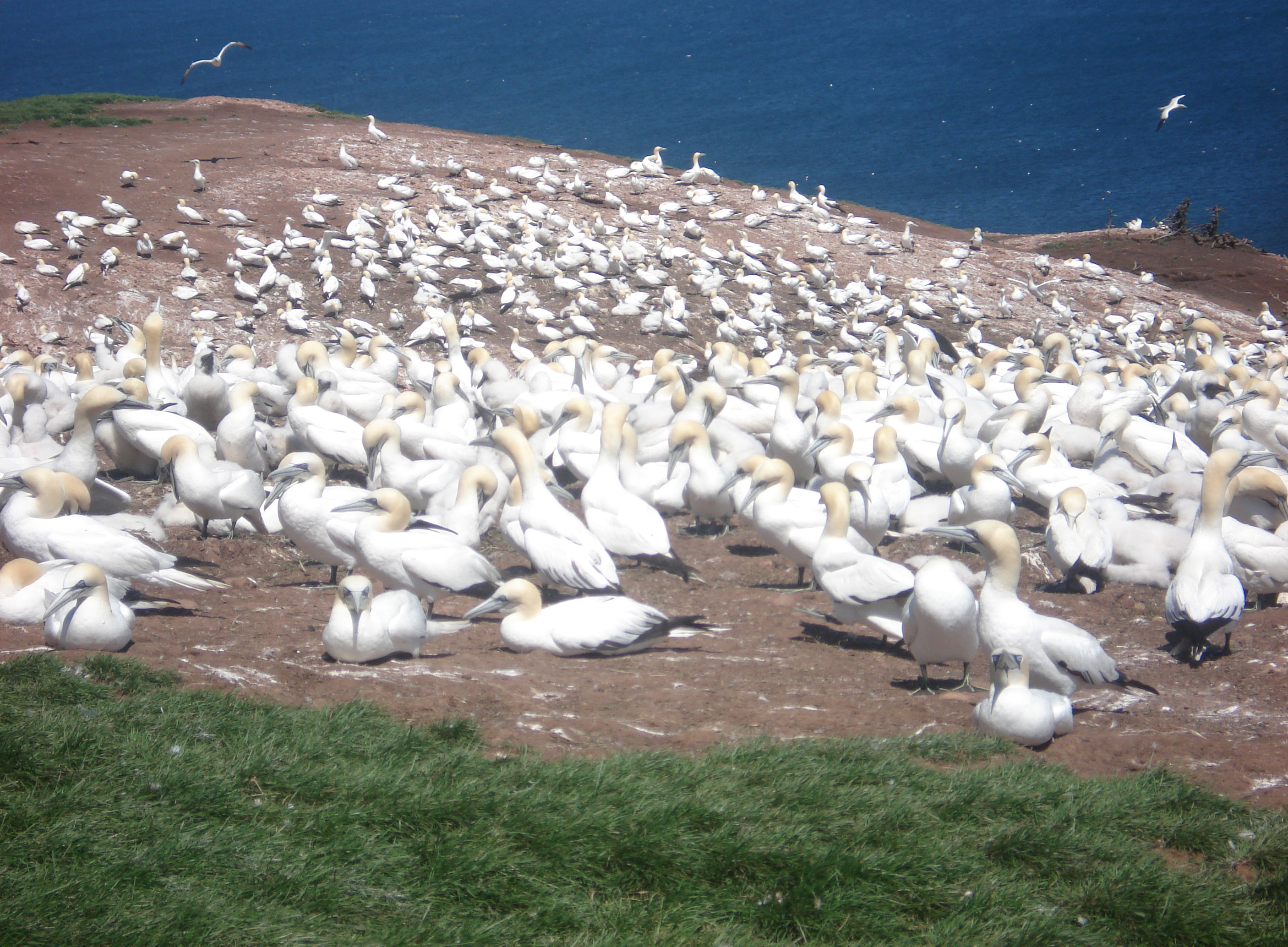
Alcatraz común -o atlántico- en la isla Bonaventure en Gaspésie, Canadá. AICA categorizada como A4.

Áreas importantes para la conservación de las aves (AICA) -Important Bird Area (IBA) en inglés, es un programa de BirdLife International para la identificación, documentación y conservación de sitios críticos para las aves del mundo.

## Objetivo
La iniciativa surgió de BirdLife International en 1985 como una herramienta más para las acciones de conservación ambiental y con el objetivo de que todas las áreas importantes para la conservación de las aves puedan contar, en algún momento, con alguna forma de protección.
La lista de AICAs es una herramienta útil para estudios científicos, para proyectos de conservación y para la evaluación de impactos ambientales sobre la biodiversidad. La información se incorpora a una base de datos en la que se clasifica por continentes, ecorregiones, países, provincias y distritos.

## Historia
En la década de 1980 BirdLife International y Wetlands International emprendieron varios estudios en Europa en donde identificaron áreas importantes que requerían protección. 
En 1989 se publicó el primer inventario de AICAs realizado con la colaboración de cuatrocientos expertos que reunieron información de 2444 áreas en 41 países. Un 25 % de las áreas identificadas estaban ya protegidas. En 1995 se llegó al 50 % de protección. 
Se difundió la metodología para identificar los sitios en todos los países miembros de la red de BirdLife Internacional y en 2005 ya se habían identificado 6733 AICAs en 168 países. Al 2013 se han identificado en el mundo más de 10 000 áreas.
La figura de AICA ha tenido reconocimiento mundial; fue incorporada en la legislación de la Unión Europea, en reservas privadas y en proyectos de conservación.

## Criterios para definir AICAs
Se identifica un AICA cuando en el sitio hay presencia de aves indicadoras, definidas según las siguientes categorías: (criterio global)
- Categoría A1: Sitio con especies de aves amenazadas.
- Categoría A2: Sitio con especies de aves endémicas - EBAs (Endemic Bird Areas)-.
- Categoría A3: Sitios con aves características de biomas.
- Categoría A4: Sitios que contienen poblaciones de aves congregatorias (colonias de anidación, especies que se congregan en época de invernada, concentraciones de aves migratorias mientras están de paso).[1][3]

Hay criterios específicos (B) para el Cercano Oriente y para Europa; y para los países de la Unión Europea se agregan otros criterios (C).

## Fases del programa
- Identificación y consulta: Identificación del área e ingreso de la información en la World Bird Database (Base de datos de las aves del mundo).
- Designación del sitio: Publicación y difusión del sitio identificado para que quienes toman decisiones en temas ambientales sean informados. La designación oficial del sitio la asignan las organizaciones locales.
- Protección y conservación: Incentivación para la creación de grupos de apoyo para el sitio (organizaciones, naturalistas o cualquier grupo de personas), que deberán ser apoyados por organizaciones locales y nacionales para desarrollar el plan de manejo.
- Actualización y monitoreo: Actualización permanente de las bases de datos y su publicación, con el aporte de información de los grupos de apoyo, quienes estarán a cargo de las labores de monitoreo periódico.[1]